# Solomon's Key
Solomon's Key Solomon's Key (ソロモンの鍵, Soromon no Kagi) É um jogo eletrônico de puzzle desenvolvido pela Tecmo em 1986 para arcade lançado  em um hardware personalizado baseado no chipset Z80. É mais conhecido pela versão de 1987 para o Commodore 64 e Nintendo Entertainment System, embora ele também apareceu em muitos outras  plataformas, como a Master System em 1988 e Famicom Disk System, lançado no Japão em 25 de janeiro de 1991.
Em julho de 2019, a versão clássica do NES foi lançada para o Nintendo Switch sob o nome Arcade Archives Solomon's Key, publicado pela Hamster.